# Michael E. Knight
Michael Edward Knight (Princeton (New Jersey), 7 mei 1959) is een Amerikaans acteur.
Knight is het meest bekend van zijn rol als Tad Martin in de televisieserie All My Children waar hij in meer dan 1200 afleveringen speelde (1983-2011).

## Emmy Award
Knight werd in de categorie Uitstekende Jonge Hoofdrolspeler in een Dramaserie in 2005, 1999, 1998 en 1985 genomineerd voor een Emmy Award voor zijn rol in All My Children en in 2001, 1987 en 1986 won hij deze prijs.

## Soap Opera Digest Award
Knight werd in 2003, 1999, 1994, 1992, 1991, 1990, 1988 en 1986 genomineerd voor zijn rol in All My Children voor een Soap Opera Digest Award en in 1998 en 1995 won hij deze prijs.

## Biografie
Knight studeerde aan de Ohio Wesleyan University in Delaware, waar hij in 1980 zijn diploma haalde.
Hij was van 1992 tot en met 2006 getrouwd met actrice Catherine Hickland.

## Filmografie

### Films
Uitgezonderd korte films.
- 2022 Mango Tango: The Director's Cut - als The Shaman
- 2009 Hungry Years – als Bernie
- 2009 Mango Tango – als Shaman
- 2005 Rounding First – als John
- 2004 Retreat – als?
- 2004 Noise – als Dr. Steve
- 2003 Undermind – als Brian Sampson
- 2003 Ash Tuesday – als Mitchell
- 1998 Enchanted – als Marble Jones
- 1998 Montana – als dokter
- 1996 A Different Kind of Christmas – als Alan Schaefer
- 1995 She Stood Alone: The Tailhook Scandal – als?
- 1993 Hexed – als Simon Littlefield
- 1987 Date with an Angel – als Jim Sanders
- 1983 Baby It's You – als Phillip
- 1982 The Royal Romance of Charles and Diana – als Prins Edward

### Televisieseries
Uitgezonderd eenmalige gastrollen.
- 2019 - 2024 General Hospital - als Martin Grey - 160 afl.
- 2015 - 2016 The Young and the Restless - als dr. Simon Neville - 47 afl.
- 1983 – 2013 All My Children – als Tad Martin – 1204 afl.
- 2011 Hot in Cleveland – als Michael E. Knight – 2 afl.
- 2003 – 2005 One Life to Live – als Tad Martin – 5 afl.

- Biblioteca Nacional de España: XX4718000
- Gemeinsame Normdatei: 1156496691
- International Standard Name Identifier: 0000 0001 1617 4134
- Library of Congress Control Number: no97009545
- Virtual International Authority File: 34058099
- WorldCat: E39PBJvXgcPWKxj4PDhW4dVBfq